# كلوا الأغنياء

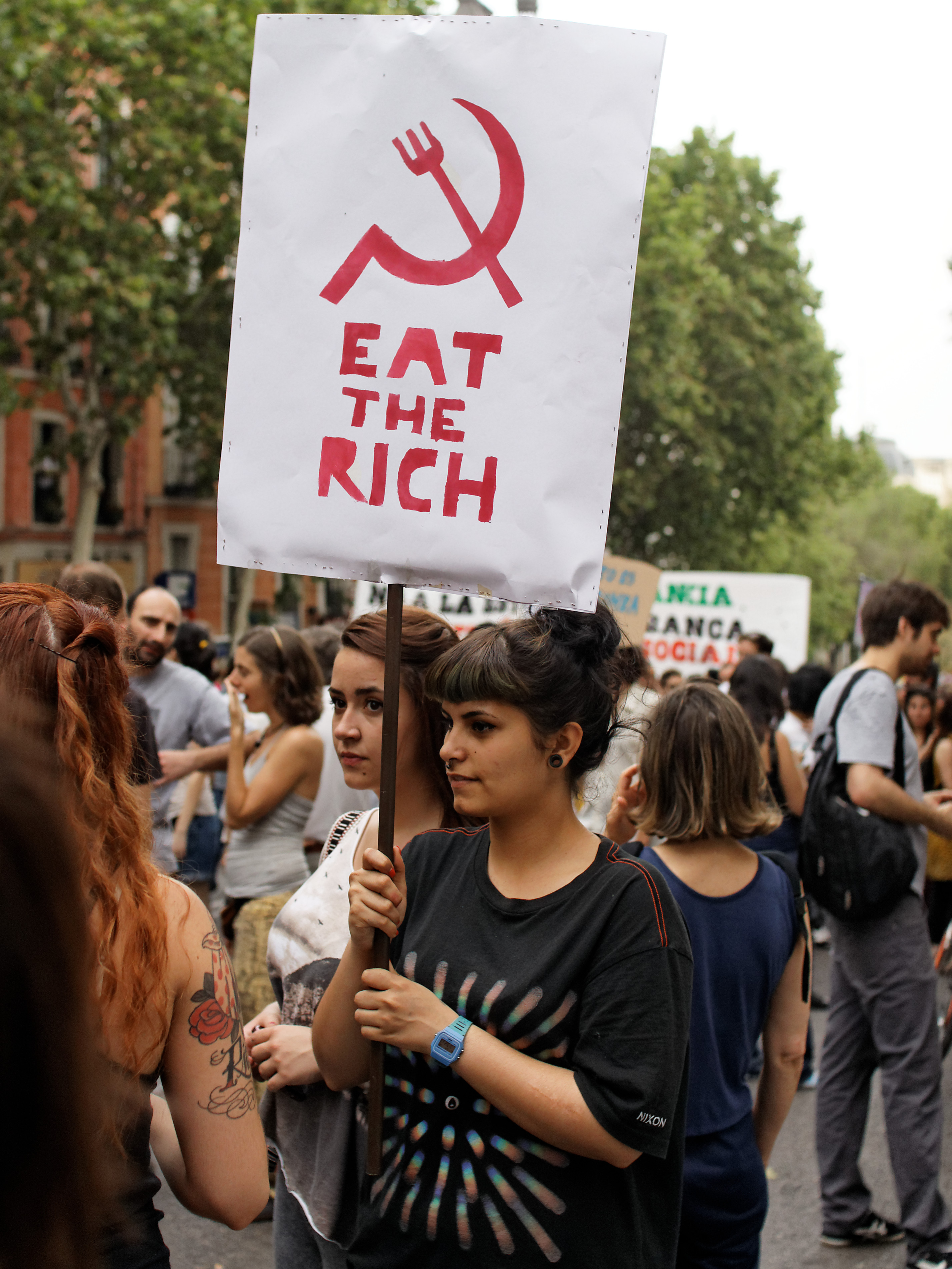
شعار كلوا الأعنياء خلال مظاهرة في مدريد، إسبانيا.

كلوا الأغنياء (بالإنجليزية: eat the rich) هو شعار سياسي مرتبط بالصراع الطبقي ومناهضة الرأسمالية. تُنسب هذه العبارة عادة إلى الفيلسوف السياسي جان جاك روسو، من اقتباس شاع لأول مرة خلال الثورة الفرنسية: «عندما لا يكون لدى الناس ما يأكلونه، سيأكلون الأغنياء».